# Notholaena muelleri
Notholaena muelleri là một loài thực vật có mạch trong họ Adiantaceae. Loài này được (Hook.) Fraser-Jenk. miêu tả khoa học đầu tiên.